# Vladimir Ljachov
Vladimir Platonovitj Ljachov (ryska: Владимир Платонович Ляхов), född 20 juni (n.s.) 1869 i Sankt Petersburg, död 1919 eller 1920, var en rysk militär i persisks tjänst, befälhavare för den persiska kosackbrigaden under Mohammad Ali Shah Qajars styre i Persien. Ljachov förde befälet när brigaden den 23 juni 1908 besköt det persiska parlamentet och avrättade flera av ledarna för den konstitutionella revolutionen. Som ett tecken på tacksamhet utsågs han av Mohammad Ali Shah till militärguvernör i Teheran.
Efter ryska revolutionen 1917 tjänstgjorde Ljachov, som hade överstes grad, i det antibolsjevikiska vita gardet under general Denikin.